# Utica (Kansas)
Utica és una població dels Estats Units a l'estat de Kansas. Segons el cens del 2000 tenia 223 habitants.

## Demografia
Segons el cens del 2000, Utica tenia 223 habitants, 94 habitatges, i 53 famílies. La densitat de població era de 358,8 habitants/km².
Dels 94 habitatges en un 24,5% hi vivien nens de menys de 18 anys, en un 48,9% hi vivien parelles casades, en un 4,3% dones solteres, i en un 42,6% no eren unitats familiars. En el 39,4% dels habitatges hi vivien persones soles el 22,3% de les quals corresponia a persones de 65 anys o més que vivien soles. El nombre mitjà de persones vivint en cada habitatge era de 2,37 i el nombre mitjà de persones que vivien en cada família era de 3,28.
Per edats la població es repartia de la següent manera: un 28,7% tenia menys de 18 anys, un 6,3% entre 18 i 24, un 23,8% entre 25 i 44, un 22% de 45 a 60 i un 19,3% 65 anys o més.
L'edat mediana era de 39 anys. Per cada 100 dones de 18 o més anys hi havia 109,2 homes.
La renda mediana per habitatge era de 32.917 $ i la renda mediana per família de 36.875 $. Els homes tenien una renda mediana de 27.000 $ mentre que les dones 17.083 $. La renda per capita de la població era de 15.508 $. Entorn del 13,1% de les famílies i el 21,2% de la població estaven per davall del llindar de pobresa.

## Poblacions més properes
El següent diagrama mostra les poblacions més properes.